# We're Not Dressing
We're Not Dressing is een Amerikaanse muziekfilm uit 1934 onder regie van Norman Taurog.

## Verhaal
Het rijke meisje Doris Worthington ontvangt gasten uit de hogere kringen op haar jacht in de Stille Zuidzee. Wanneer het schip op de klippen loopt, zwemmen de opvarenden naar een onbewoond eiland. Kapitein Stephen Jones is de enige die weet hoe hij moet overleven, maar de andere schipbreukelingen verwerpen het aanbod van zijn leiderschap.

## Rolverdeling
| Acteur         | Personage         |
| -------------- | ----------------- |
| Bing Crosby    | Stephen Jones     |
| Carole Lombard | Doris Worthington |
| George Burns   | George            |
| Gracie Allen   | Gracie            |
| Ethel Merman   | Edith             |
| Leon Errol     | Hubert            |
| Ray Milland    | Prins Michaël     |
| Jay Henry      | Prins Alexander   |